# Gåssten, Ornö

Gåssten är en ö i Ornö socken, Haninge kommun, sydost om Ornö och norr om Stabbfjärden.
Gåssten har bebotts av torpare sedan 1600-talet och in på 1900-talet. Rikard Lindström var sommarboende på ön under ett antal år i början av 1900-talet och har skildrat livet på ön i flera av sina berättelser.